# Samuil Lehtțir
Samuil Lehtțir (în rusă Самуил Лехтцир; n. 25 octombrie 1901, Otaci, raionul Ocnița, Republica Moldova – d. 12 mai 1937, Tiraspol, RSS Ucraineană, URSS) a fost un evreu basarabean, poet și critic literar moldovean (RASSM).

## Biografie
S-a născut în târgul Otaci (acum oraș din raionul Ocnița, Republica Moldova) din ținutul Soroca, gubernia Basarabia, Imperiul Rus, în familia lui Rivn-Him Lehtțir (1868—?) și al Dinei Ackerman (1871—?, originară din Briceni). A studiat la Universitatea din Cernăuți. În 1926 s-a mutat în URSS și s-a implicat în activitatea literară în „limba moldovenească”, lucrând la editura de stat a RASS Moldovenești (RASSM). În 1927 a devenit unul dintre fondatorii Uniunii Scriitorilor din Moldova, numită Рэсэритул („Răsăritul”) și al revistei acesteia – Молдова литерарэ („Moldova literară”). În 1934 a devenit membru al consiliului de administrație al Uniunii Scriitorilor din RASSM, delegat la Primul Congres al Uniunii Scriitorilor Sovietici.
Prima sa colecție de poezii, intitulată Поезий („Poezii”, 1929) a fost primită foarte negativ de critica literară, Lehtțir fiind acuzat de decadență și burghezie. Cu toate acestea, el a continuat să publice: în 1930, în colaborare cu I. Weinberg, a publicat o carte de articole critic-literare, numită Ынтребэрь литерарэ („Întrebări de literatură”), iar în 1931, colecția de poezie Ын флакарэ („În flacără”), apoi încă trei colecții: Сиренеле зидирий („Sirenele zidirii”, 1932), Де пазэ („De pază”, 1935) și Дезробире („Dezrobire”, 1935).
A fost autorul primelor piese ale literaturii sovietice moldovenești: Кодряну („Codreanu”, 1930) și Бируинца („Biruința”, 1933). La 7 noiembrie 1933, prin punerea în scenă a piesei Бируинца a lui Lehtțir, a fost deschis primul teatru profesional din republică, Teatrul Dramatic de Stat din Moldova din Tiraspol. A tradus în „limba moldovenească” poeziile lui Esenin, Pușkin, Lermontov, Bezîmenski, Petőfi și alții. A pregătit manuale despre limba și literatura moldovenească pentru școlile secundare. În 1937, la o adunare a activiștilor partidului Comunist de la Tiraspol, împreună cu Leonid Corneanu (Kornfeld), a fost criticat pentru includerea clasicilor literaturii române Coșbuc, Eminescu, Alecsandri în antologiile reeditate ale literaturii moldovenești pentru clasele 3-4 de gimnaziu și, în general, pentru „teoria moștenirii”, punct de vedere asupra literaturii române clasice ca moștenire comună a literaturii moderne românești și moldovenești; pe această bază, ambii au fost acuzați de „românofilism”.
A fost arestat și împușcat în anul 1937 (Marea Epurare).

### Cărți
- С. Лехтцир. Поезий („Poezii”). Госиздат Молдавии: Balta, 1929.
- И. Вайнберг, С. Лехтцир. Ынтребэрь литерарэ: 1928—1930 („Întrebări de literatură”). Едитура де стат Молдовей (Госиздат Молдавии): Tiraspol, 1930.
- С. Лехтцир. Кодряну: пьеса историкэ ын 4 акте („Codreanu: piesa istorică în 4 acte”). Госиздат Молдавии: Tiraspol, 1930.
- С. Лехтцир. Ын флакэрэ („În flacără”, versuri). Едитура де стат Молдовей (Госиздат Молдавии): Tiraspol, 1931.
- С. Лехтцир. Бируинца: пьеса ын 3 акте („Biruința: piesa în 3 acte”). Едитура де стат Молдовей (Госиздат Молдавии): Tiraspol, 1933.
- С. Лехтцир. Хрестоматия по литературе для начальной школы, на молдавском языке („Cititor de literatură școlară primară”). Ч. 1. МГИЗ: Tiraspol, 1934.
- С. Лехтцир. Книга для чтения для школ грамоты, на молдавском языке („Carte de lectură pentru școlile de alfabetizare”). МГИЗ: Tiraspol, 1935, 1936.
- С. Лехтцир. Хрестоматия по литературе, на молдавском языке („Cititor de literatură). Ч. 1. МГИЗ: Tiraspol, 1936.
- А. С. Пушкин. Опере. Проза („Opere. Proza”; Сочинения, в переводах М. А. Балуха, Д. П. Милева, С. Р. Лехтцира). Едитура де стат Молдовей (Госиздат Молдавии): Tiraspol, 1937.